# Klaus Wenger
Klaus Rudolf Wenger (* 22. Juni 1947 in Tübingen; † 10. Mai 2012 in Straßburg) war ein deutscher Journalist und Historiker. Er war Geschäftsführer von ARTE Deutschland und ARTE-Koordinator der ARD.

## Ausbildung
Klaus Wenger studierte Geschichte, Germanistik und Erziehungswissenschaften in Bonn, München, Paris und Göttingen. Mit der Arbeit Preussen in der öffentlichen Meinung Frankreichs : 1815 - 1870 wurde er 1976 in Göttingen zum Dr. phil. promoviert. Von 1976 bis 1980 war er Assistent an der Universität Paris III und von 1981 bis 1984 Referent im Stifterverband für die Deutsche Wissenschaft. Parallel dazu erfüllte er Lehraufträge u. a. an der École nationale d’administration (ENA) in Paris und an der Universität Frankfurt.

## Beruflicher Werdegang
Von 1984 bis 1991 war Wenger leitender Redakteur beim Südwestfunk. Ab 1991 war er bei ARTE beschäftigt und  zunächst Redaktionsleiter der Bereiche Dokumentation und Dokumentarfilm. 1995 übernahm er die Geschäftsführung von ARTE Deutschland und die ARTE-Koordination der ARD.

## Weitere Funktionen
Klaus Wenger war außerdem:
- Präsident des Vereins "Europe, Culture et Citoyenneté" zur Förderung der kulturellen Zusammenarbeit in der Metropolregion Oberrhein
- Vorstandsmitglied des Deutsch-Französischen Instituts Ludwigsburg, und des "Instituts für Auslandsbeziehungen" in Stuttgart sowie
- Verwaltungsratsmitglied des "Théâtre national de Strasbourg" und des Festivals "Cinéma et Histoire" in Pessac/Bordeaux sowie Mitglied des  Beirats der Filmakademie Ludwigsburg

## Arbeitsschwerpunkte
Seine Arbeitsschwerpunkte waren:
- die interkulturelle Zusammenarbeit.
- die deutsch-französischen Beziehungen seit 1870.
- der interkulturelle Dialog.
- das Fernsehen als Medium einer europäischen Öffentlichkeit.
- Aufsätze zum Kulturmedium Fernsehen
- Vorträge und Aufsätze zum Thema  "Europäische Öffentlichkeit"

## Auszeichnungen
- Sollte Chevalier de la Legion d'Honneur (Ritter der Ehrenlegion, Frankreich) erhalten, starb aber vorher.
- Chevalier de l'ordre national du mérite (französischer Verdienstorden)
- Prix Strasbourg
- Prix France-Allemagne

Verliehen jeweils für seine Verdienste zur deutsch-französischen Zusammenarbeit.

## Werke

### Film (Redaktion)
- Histoire parallèle, 1989 -  1999 (Arte)